# Panaxia hamelensis
Panaxia hamelensis là một loài bướm đêm thuộc phân họ Arctiinae, họ Erebidae.